# Cargolia marmorinata
Cargolia marmorinata là một loài bướm đêm trong họ Geometridae.